# Frontière entre le Botswana et la Namibie
La frontière entre le Botswana et la Namibie est la frontière séparant le Botswana et la Namibie.
La frontière a pris sa forme actuelle en 1890 après le traité Heligoland-Zanzibar. Elle constitue la frontière entre ces deux États indépendants depuis le 21 mars 1990, date de l'indépendance de la Namibie. Auparavant, la Namibie était un protectorat de l'Afrique du Sud. La frontière constituait donc une portion de la frontière entre l'Afrique du Sud et le Botswana.

## Description

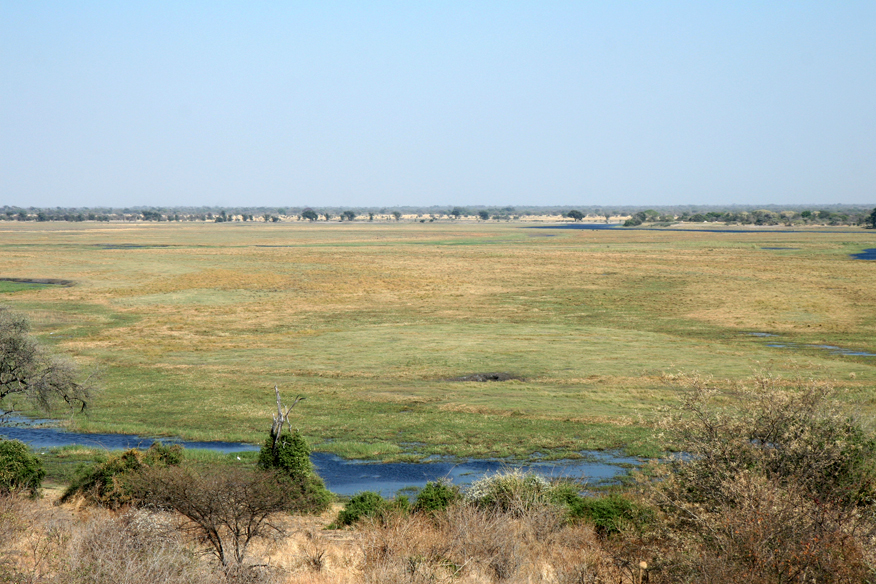
Frontière entre le Botswana et la Namibie (près de Ngoma Bridge, Caprivi).

Cette frontière débute au nord par le tripoint entre le Botswana et la Namibie et la Zambie, sur le Zambèze. À cet endroit, la Namibie forme une queue de poêle au nord du Botswana : la région de Caprivi dont la frontière sud marquée par le fleuve Kwando. Cette région est rattachée au reste de la Namibie par la bande de Caprivi que la frontière longe sur son côté sud. À l'ouest de cette bande, la démarcation oblique ensuite vers le sud en suivant successivement le 21e méridien est (sur 400 km), ceci jusqu'au 22e parallèle sud qu'elle longe sur cinquantaine de kilomètres, puis le 20e méridien est (sur 320 km à partir du 22e parallèle sud), pour se terminer au tripoint entre le Botswana, la Namibie et l'Afrique du Sud, dans la partie ouest du désert du Kalahari au bord du Nossob (en).

## Histoire
Le 26 avril 1884 Bismarck proclame la Reichsschutz sur les territoires de Lüderitz dans l'actuelle Namibie. C'est la naissance du Sud-Ouest africain allemand, partie de l'empire colonial allemand. À cette époque l'empire britannique s'étend sur le protectorat du Bechuanaland qui deviendra plus tard le Botswana. Sur sa partie verticale, la frontière est alors celle d'aujourd'hui.
Le 1er juillet 1890, le Royaume-Uni et l'empire allemand signent un traité prévoyant l'échange de divers territoires et réglant quelques différends coloniaux. L'Allemagne reçoit ainsi l'île d'Helgoland et s'engage à ne pas s'immiscer dans la politique britannique à Zanzibar, d'où le surnom de traité Heligoland-Zanzibar. En Afrique australe, il donne à l'Allemagne la bande de Caprivi qui permet au Sud-Ouest africain allemand d’accéder au Zambèze.
Lors du démantélement de l'empire colonial allemand après la Première Guerre mondiale, le Sud-Ouest africain devient un mandat de type C accordé par la Société des Nations à l'union d'Afrique du Sud en 1920. Il dure de 1920 à 1968, date à laquelle l'Assemblée générale des Nations unies vote la fin du mandat. L'Afrique du Sud ne reconnait pas cette décision et la Namibie n'obtient son indépendance qu'en 1990. Pendant cette période, le Botswana est une colonie britannique, obtenant son indépendance le 30 septembre 1966.

## Points remarquables
- Tripoint entre le Botswana, la Namibie et la Zambie : 17° 47′ 27,4″ S, 25° 15′ 44,38″ E
- Tripoint entre le Botswana, la Namibie et l'Afrique du Sud : 24° 45′ 52,85″ S, 19° 59′ 58,44″ E